# 鵜沼大伊木町
鵜沼大伊木町（うぬまおおいぎちょう）は、岐阜県各務原市の地名。現行行政町名は鵜沼大伊木町一丁目から鵜沼大伊木町六丁目。

## 地理
各務原市の東部の鵜沼地区に位置し、木曽川を挟んで愛知県と接する。
町域の東部は鵜沼、鵜沼丸子町、西部は前渡東町、鵜沼朝日町、南部は愛知県丹羽郡扶桑町、北部は鵜沼羽場町、鵜沼各務原町、鵜沼朝日町に接する。
地名は、江戸時代からある集落名に因む。中世は池瀬（いきがせ）、伊木ケ瀬と呼ばれていた地域であり、伊木山の西を大伊木、東を小伊木と呼んでいた。かつては鵜沼町大伊木区であった。
道路
- 県道95号芋島鵜沼線（木曽川街道）
- 県道390号扶桑各務原線

## 歴史
この地域は鵜沼町を構成する古くからある集落であり、大伊木区と呼ばれていた。
1975年（昭和50年）1月21日、鵜沼の一部をもって鵜沼大伊木町を設置する。

## 世帯数と人口
2024年（令和6年）10月1日現在の世帯数と人口は以下の通りである。
| 丁目               | 世帯数  | 人口    |
| ------------------ | ------- | ------- |
| 鵜沼大伊木町一丁目 | 54世帯  | 172人   |
| 鵜沼大伊木町二丁目 | 191世帯 | 481人   |
| 鵜沼大伊木町三丁目 | 6世帯   | 16人    |
| 鵜沼大伊木町四丁目 | 119世帯 | 290人   |
| 鵜沼大伊木町五丁目 | 60世帯  | 168人   |
| 鵜沼大伊木町六丁目 | 88世帯  | 234人   |
| 計                 | 518世帯 | 1,361人 |

## 小・中学校の学区
市立小・中学校に通う場合、学区は以下の通りとなる。
| 番・番地等 | 小学校               | 中学校               |
| ---------- | -------------------- | -------------------- |
| 全域       | 各務原市立陵南小学校 | 各務原市立中央中学校 |

## 主な施設
- 各務原市立陵南小学校
- 愛知製鋼岐阜工場
- 大伊木工業団地
- ふな塚古墳
- 大牧1号古墳
- 大伊木山西古墳
- 熊野神社 - 所在地は鵜沼字大伊木伊木山であるが、参道は鵜沼大伊木町からである。